# Wanda Dróżka
Wanda Maria Dróżka (ur. 3 marca 1953 w Głownie) – polska pedagog, profesor nauk społecznych.

## Życiorys
W 1972 ukończyła Liceum Ogólnokształcące im. gen. Aleksandra Waszkiewicza w Głownie. W latach 1972–1977 odbyła studia w Wyższej Szkole Pedagogicznej w Kielcach. Doktoryzowała się w 1986 w Instytucie Badań Pedagogicznych w Warszawie. Stopień doktora habilitowanego uzyskała w 1998 na Uniwersytecie im. Adama Mickiewicza w Poznaniu w oparciu o rozprawę Młode pokolenie nauczycieli. 5 czerwca 2014 otrzymała tytuł naukowy profesora nauk społecznych.
W latach 1977–1987 była zatrudniona jako asystent, a później adiunkt w Instytucie Kształcenia Nauczycieli i Badań Oświatowych w Kielcach. W 1987 podjęła pracę w Wyższej Szkole Pedagogicznej w Kielcach, przekształconej następnie w Akademię Świętokrzyską i Uniwersytet Jana Kochanowskiego. W 1999 objęła stanowisko profesora nadzwyczajnego. Związana jest z Instytutem Pedagogiki i Psychologii na Wydziale Pedagogicznym i Artystycznym. Ponadto współpracuje z Wszechnicą Świętokrzyską w Kielcach, a wcześniej była również wykładowcą w Wyższej Szkole Biznesu i Przedsiębiorczości w Ostrowcu Świętokrzyskim.
Specjalizuje się w pedagogice, pedeutologii, socjologii edukacji i metodologii nauk humanistycznych. Prowadzi badania autobiograficzne nad pokoleniami nauczycieli polskich. Opublikowała kilkadziesiąt artykułów w czasopismach naukowych, m.in. „Kulturze i Społeczeństwie”, „Ruchu Pedagogicznym” i „Przeglądzie Humanistycznym”. Odznaczona została m.in. Medalem Komisji Edukacji Narodowej.

## Wybrane publikacje
- Nauczyciel w środowisku wiejskim. Działalność społeczna i samokształcenie, Kielce 1991
- Pokolenia nauczycieli, Kielce 1993
- Nauczyciel – autobiografia pokolenia. Studia pedeutologiczne i pamiętnikoznawcze, Kielce 2002
- Młode pokolenie nauczycieli. Studium autobiografii młodych nauczycieli polskich lat dziewięćdziesiątych, wyd. 2, Kielce 2004
- Generacja wielkiej zmiany. Studium autobiografii średniego pokolenia nauczycieli polskich 2004, Kielce 2008